# Always (bài hát của Aysel và Arash)
"Always" là một bài hát của ca sĩ người Azerbaijan Aysel Teymurzadeh và ca sĩ người Thụy Điển gốc Iran Arash Labaf. Đây là bài dự thi đại diện cho Azerbaijan tại Eurovision Song Contest 2009. Bài hát đã được chọn bởi Ictimai TV (İTV), đài truyền hình Azerbaijan, trong số 30 bài hát được gửi tới đài trong một cuộc "open call". Bài hát do một nhóm nhạc sĩ sáng tác, trong đó có Arash.

## Bảng xếp hạng

### Bảng xếp hạng hàng tuần
| Bảng xếp hạng (2009)          | Vị trí cao nhất |
| ----------------------------- | --------------- |
| CIS (Tophit)                  | 75              |
| Czech Republic Airplay Chart  | 40              |
| European Hot 100 Singles      | 92              |
| Đức (GfK)                     | 96              |
| Greek Billboard Singles Chart | 2               |
| Hungarian Airplay Chart       | 40              |
| Iceland (RÚV)                 | 16              |
| Na Uy (VG-lista)              | 18              |
| Slovakian Airplay Chart       | 47              |
| Thụy Điển (Sverigetopplistan) | 3               |
| Thụy Sĩ (Schweizer Hitparade) | 98              |
| Turkish Singles Chart         | 18              |
| UK Singles Chart              | 137             |

### Bảng xếp hạng cuối năm
| Bảng xếp hạng (2009)  | Vị trí |
| --------------------- | ------ |
| Swedish Singles Chart | 50     |

## Danh sách track
- Thổ Nhĩ Kỳ – Đĩa đơn nhạc số[16]

1. "Always" (Phiên bản đĩa đơn) – 3:03
2. "Always" (Remix Ali Payami) – 4:09